# Over alle hav
Over alle hav är en norsk dramadokumentärfilm i färg från 1958. Den regisserades av Jan Wikborg och producerades av Wikborg och Hans Geelmuyden efter ett manus av Geelmuyden. Wikborg var fotograf och klippare. Musiken komponerades av Christian Hartmann. Filmen skildrar sjöfart.

## Rollista
- Fanny Wikborg – Else Dahl, telegrafist
- Johan Brun – sjöman
- Hans Geelmuyden
- Erik Lindstøl – Anton Stenberg, kapten